# Medalist
Medalist (jap. メダリスト Medarisuto) – manga autorstwa Tsurumaikady, publikowana na łamach magazynu „Gekkan Afternoon” wydawnictwa Kōdansha od maja 2020. W Polsce prawa do jej dystrybucji nabyło Studio JG. 
Na podstawie mangi studio ENGI wyprodukowało serial anime, który emitowano od stycznia do marca 2025. Zapowiedziano powstanie drugiego sezonu.
W 2023 roku manga zdobyła 68. nagrodę Shōgakukan Manga w kategorii ogólnej. W 2024 roku otrzymała także 48. nagrodę Kōdansha Manga w tej samej kategorii.

## Fabuła
Były zawodowy łyżwiarz figurowy Tsukasa Akeuraji został trenerem jedenastoletniej Inori Yuitsuki, która marzy o zdobyciu złotego medalu olimpijskiego. Jednak dziewczynka ma z problemy z nauką i komunikacją, a łyżwiarstwem figurowym zainteresowała się po tym, jak jej starsza siostra odmówiła dalszej rywalizacji w tym sporcie.

## Bohaterowie
- Inori Yuitsuka (jap. 結束 いのり Yuitsuka Inori)

Seiyū: Natsumi Haruse 
- Tsukasa Akeuraji (jap. 明浦路 司 Akeuraji Tsukasa)

Seiyū: Takeo Ōtsuka 
- Hikaru Kamisaki (jap. 狼嵜 光 Kamisaki Hikaru)

Seiyū: Kana Ichinose 
- Jun Yodaka (jap. 夜鷹 純 Yodaka Jun)

Seiyū: Yuma Uchida 
- Riō Sonidori (jap. 鴗鳥理凰 Sonidori Riō)

Seiyū: Makoto Koichi 
- Ryōka Miketa (jap. 三毛田涼佳 Miketa Ryōka)

Seiyū: Hina Kino 
- Mario Nachi (jap. 那智鞠緒 Nachi Mario)

Seiyū: Megumi Toda 
- Ema Yamato (jap. 大和絵馬 Yamato Ema)

Seiyū: Kotori Koiwai 
- Yūdai Jakuzure (jap. 蛇崩遊大 Jakuzure Yūdai)

Seiyū: Takahiro Miyake 

## Produkcja

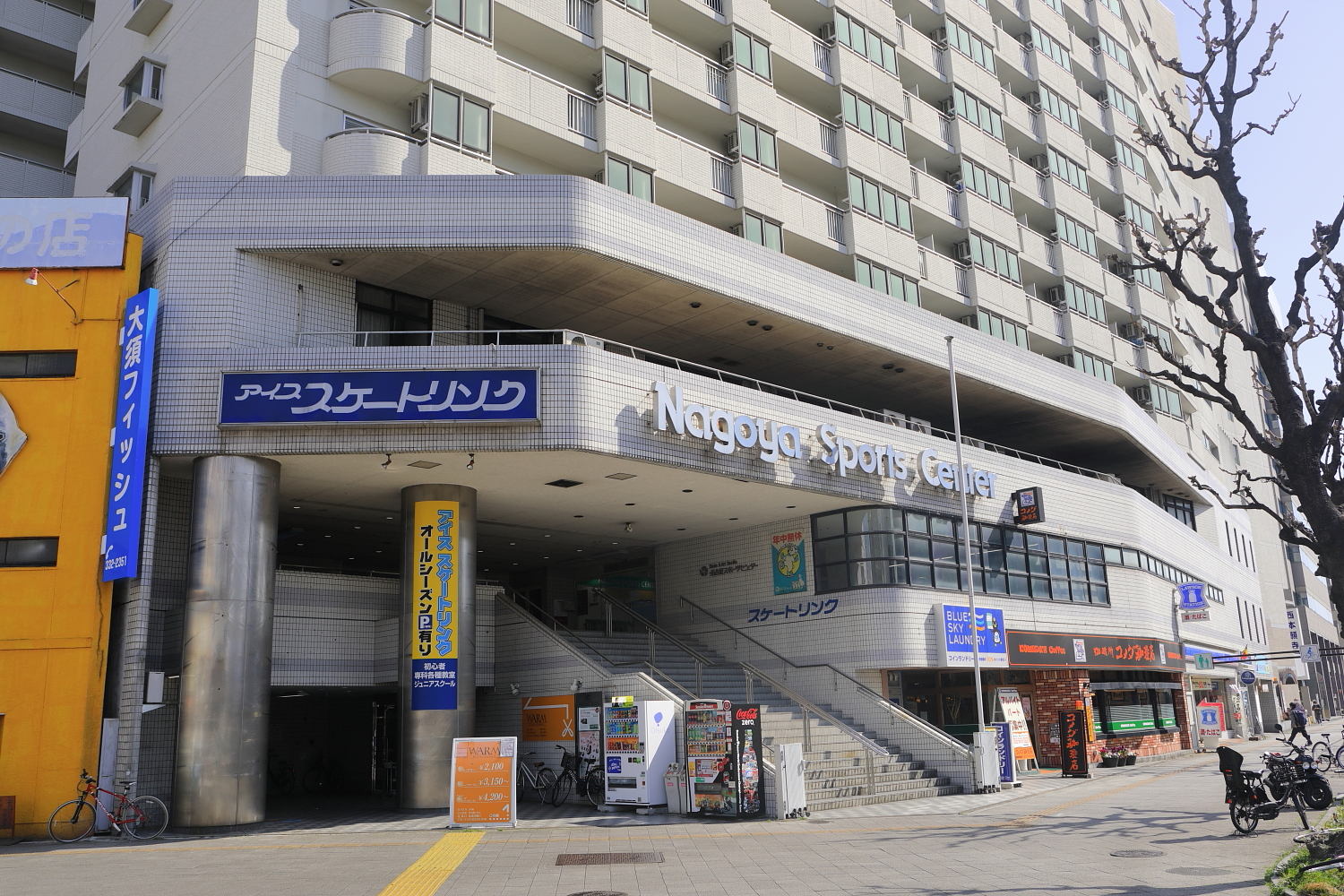
Akcja serii rozgrywa się w Nagoya Sports Center.

Akcja rozgrywa się w Nagoi w prefekturze Aichi, skąd pochodzi również Tsurumaikada. Chociaż manga opowiada o łyżwiarstwie figurowym, autor nie miał doświadczenia i wiedzy na temat tego sportu, dlatego też pobierał lekcje łyżwiarstwa figurowego w Nagoya Sports Center w Ōsu przez około miesiąc. Medalist to pierwsza komercyjna praca Tsurumaikady.
Tsurumaikada jest wielkim fanem Natsumi Haruse, seiyū znanej z roli Kaoru Ryūzaki w The Idolmaster Cinderella Girls U149. W 2018 roku napisał na Twitterze: „Również chciałbym narysować mangę o łyżwiarstwie figurowym, która pewnego dnia zostałaby zaadaptowana na anime, a Natsumi Haruse zagrałaby w nim główną rolę”. W 2020 roku Haruse była narratorką reklamy pierwszego tomu serii.

## Manga
Pierwszy rozdział mangi został opublikowany 25 maja 2020 w magazynie „Gekkan Afternoon”. Następnie wydawnictwo Kōdansha rozpoczęło zbieranie rozdziałów do wydań w formacie tankōbon, których pierwszy tom ukazał się 23 września tego samego roku. Według stanu na 23 czerwca 2025, do tej pory wydano 13 tomów.
2 lutego 2024 wydanie mangi w Polsce zapowiedziało Studio JG, premiera zaś odbyła się 24 maja tego samego roku.
| Nr | Język japoński       | Język japoński         | Język polski     | Język polski           |
| Nr | Data wydania         | ISBN                   | Data wydania     | ISBN                   |
| -- | -------------------- | ---------------------- | ---------------- | ---------------------- |
| 1  | 23 września 2020     | ISBN 978-4-06-520783-3 | 24 maja 2024     | ISBN 978-83-8257-422-7 |
| 2  | 22 lutego 2021       | ISBN 978-4-06-522253-9 | 30 lipca 2024    | ISBN 978-83-8257-486-9 |
| 3  | 23 czerwca 2021      | ISBN 978-4-06-523607-9 | 25 września 2024 | ISBN 978-83-8257-540-8 |
| 4  | 21 października 2021 | ISBN 978-4-06-525162-1 | 16 grudnia 2024  | ISBN 978-83-8257-600-9 |
| 5  | 23 marca 2022        | ISBN 978-4-06-527132-2 | 31 stycznia 2025 | ISBN 978-83-8257-647-4 |
| 6  | 22 lipca 2022        | ISBN 978-4-06-528515-2 | 16 kwietnia 2025 | ISBN 978-83-8257-686-3 |
| 7  | 22 grudnia 2022      | ISBN 978-4-06-529918-0 | 27 czerwca 2025  | ISBN 978-83-8257-758-7 |
| 8  | 23 maja 2023         | ISBN 978-4-06-531682-5 | —                |                        |
| 9  | 23 października 2023 | ISBN 978-4-06-533261-0 | —                |                        |
| 10 | 22 marca 2024        | ISBN 978-4-06-535154-3 | —                |                        |
| 11 | 22 sierpnia 2024     | ISBN 978-4-06-536472-7 | —                |                        |
| 12 | 22 stycznia 2025     | ISBN 978-4-06-538012-3 | —                |                        |
| 13 | 23 czerwca 2025      | ISBN 978-4-06-539705-3 | —                |                        |

## Anime
18 maja 2023 ogłoszono powstanie adaptacji w formie telewizyjnego serialu anime. Została ona wyprodukowana przez studio ENGI i wyreżyserowana przez Yasutakę Yamamoto. Scenariusz napisał Jukki Hanada, projekty postaci przygotowała Chinatsu Kameyama, a muzykę skomponował Yūki Hayashi. Anime emitowano od 5 stycznia do 30 marca 2025 w bloku programowym NUMAnimation stacji TV Asahi. Motywem otwierającym jest „Bow and Arrow” w wykonaniu Kenshiego Yonezu, natomiast końcowym „Atashi no Dress” (jap. アタシのドレス) autorstwa Neguse. Prawa do streamingu serii nabył serwis Disney+.
Po emisji ostatniego odcinka zapowiedziano powstanie drugiego sezonu.

### Lista odcinków
| №  | Tytuł                                                                                                   | Reżyseria         | Premiera         |
| -- | --- | ----------------- | ---------------- |
| 1  | Geniusz na lodzie Hyōjō no tensai (氷上の天才)                                                          | Yasutaka Yamamoto | 5 stycznia 2025  |
| 2  | Odznaka Shokyū bajji tesuto (初級バッジテスト)                                                          | Takahiro Hirata   | 12 stycznia 2025 |
| 3  | Taiyaki i ciasto Taiyaki to kēki (たい焼きとケーキ)                                                     | Shinichi Fukumoto | 19 stycznia 2025 |
| 4  | Puchar Meiko: klasa wstępna dziewcząt (cz. 1) Meikō-hai shokyū joshi FS (mae) (名港杯 初級女子FS（前）) | Manabu Kurihara   | 26 stycznia 2025 |
| 5  | Puchar Meiko: klasa wstępna dziewcząt (cz. 2) Meikō-hai shokyū joshi FS (ato) (名港杯 初級女子FS（前）) | Shinichi Fukumoto | 2 lutego 2025    |
| 6  | Noc pierwszej bitwy Shosen no yoru (初戦の夜)                                                           | Hideaki Ōba       | 9 lutego 2025    |
| 7  | Test na odznakę pierwszego poziomu Ikkyū bajji tesuto (1級バッジテスト)                                 | Motohiro Abe      | 16 lutego 2025   |
| 8  | Potęgi zachodu (cz. 1) Nishi no kyōgō (mae) (西の強豪（前）)                                            | Takahiro Hirata   | 23 lutego 2025   |
| 9  | Potęgi zachodu (cz. 2) Nishi no kyōgō (ato) (西の強豪（後）)                                            | Yūki Kanazawa     | 2 marca 2025     |
| 10 | Nienawidzę nocy Yoru ni hoeru (夜に吠える)                                                              | Hideaki Ōba       | 9 marca 2025     |
| 11 | Przetańcz noc Yoru o odore (夜を踊れ)                                                                   | Mitsuo Hashimoto  | 16 marca 2025    |
| 12 | Lekcja Shirone Shironeko no ressun (白猫のレッスン)                                                     | Takahiro Hirata   | 23 marca 2025    |
| 13 | Nadchodzi ranek Asa ga kuru (朝が来る)                                                                  | Yasutaka Yamamoto | 30 marca 2025    |

## Odbiór
Manga zajęła 15. miejsce w rankingu komiksów polecanych przez ogólnonarodowych pracowników księgarń w 2021 roku prowadzonym przez Honya Club. W tym samym roku była także nominowana do nagrody Next Manga Award uplasowując się ostatecznie na 16. miejscu spośród 50 nominowanych. W 2022 roku została nominowana do tej samej nagrody, tym razem zdobywając ją.
W 2023 roku seria zdobyła 68. nagrodę Shōgakukan Manga w kategorii ogólnej. W tym samym roku została także nominowana do 47. nagrody Kōdansha Manga w analogicznej kategorii; zwyciężyła w tej samej kategorii podczas 48. edycji w 2024 roku.